# Obywatelski Dolny Śląsk
Obywatelski Dolny Śląsk (ODŚ) – centroprawicowe stowarzyszenie o charakterze politycznym działające na terenie województwa dolnośląskiego, założone 26 stycznia 2008 (zarejestrowane 2 kwietnia 2008). Do 5 lutego 2011 działało jako Dolny Śląsk XXI. Młodzieżówką organizacji jest Młody Dolny Śląsk.

## Historia
Stowarzyszenie „Dolny Śląsk XXI” zostało założone przez posła Kazimierza Michała Ujazdowskiego i radnego sejmiku dolnośląskiego Pawła Wróblewskiego, którzy w grudniu 2007 opuścili Prawo i Sprawiedliwość. Prezesem DŚ XXI został Paweł Wróblewski. W szeregach stowarzyszenia znaleźli się początkowo głównie byli działacze PiS i samorządowcy związani z prezydentem Wrocławia Rafałem Dutkiewiczem, który sam do stowarzyszenia przystąpił w połowie marca 2008, zostając szefem rady programowej. Do DŚ XXI wstąpili także m.in. naukowcy: Tadeusz Luty i Adolf Juzwenko. Dolny Śląsk XXI powstał jako pierwsze z regionalnych stowarzyszeń, które 27 września 2008 współtworzyły ogólnopolski Ruch Obywatelski „Polska XXI” (któremu do 13 czerwca 2009 przewodził Rafał Dutkiewicz).
30 kwietnia 2009 w sejmiku województwa dolnośląskiego powstał (z przekształcenia klubu Obywatelska Platforma Samorządowa) klub DŚ XXI, w którym znaleźli się radni wybrani z list PiS i Platformy Obywatelskiej. Znalazł się on w opozycji wobec koalicji PO-PSL. Jego szefem został Patryk Wild. Pod koniec kadencji klub liczył 6 członków (oprócz szefów klubu i stowarzyszenia byli nimi: Andrzej Łoś – na początku kadencji będący marszałkiem województwa, a także Ewa Rzewuska, Dariusz Stasiak i Jerzy Zieliński).
W styczniu 2010 ruch Polska XXI przekształcił się w partię Polska Plus, w której jednak spośród liderów Dolnego Śląska XXI znalazł się jedynie Kazimierz Michał Ujazdowski. Pełnomocnikiem wojewódzkim Polski Plus był działacz DŚ XXI Tomasz Kołodziej. We wrześniu tego samego roku partia się rozwiązała, a będący szefem jej koła poselskiego Kazimierz Michał Ujazdowski wraz z większością działaczy przystąpił ponownie do PiS, wycofując się z działalności w stowarzyszeniu.
W wyborach samorządowych w 2010 Dolny Śląsk XXI wystartował m.in. do sejmiku jako Komitet Wyborczy Wyborców Rafała Dutkiewicza. W wyborach do sejmiku województwa zajął on 2. miejsce za PO, uzyskując 9 z 36 mandatów. Zdobyli je: Marek Laryś, Andrzej Łoś, Janusz Marszałek, Tymoteusz Myrda, Marek Obrębalski, Ewa Rzewuska, Dariusz Stasiak, Paweł Wróblewski (który został wiceprzewodniczącym sejmiku) i Patryk Wild (który ponownie został szefem klubu DŚ XXI). Klub DŚ XXI ponownie znalazł się w opozycji (do koalicji PO-SLD-PSL). Rafał Dutkiewicz uzyskał reelekcję w wyborach na prezydenta Wrocławia w I turze, zdobywając 71,63% głosów. Ponadto spośród działaczy DŚ XXI prezydentami miast zostali (startując z własnych komitetów) Robert Raczyński (Lubin) i Piotr Roman (Bolesławiec). Ponadto prezydentem Świdnicy z poparciem stowarzyszenia został Wojciech Murdzek (który także do niego dołączył). Komitet Rafała Dutkiewicza zdobył większość mandatów w radzie Wrocławia. Komitety związane z DŚ XXI startowały także w poszczególnych powiatach.
5 lutego 2011 doszło do przekształcenia stowarzyszenia. Przyjęło ono nazwę „Obywatelski Dolny Śląsk”, a jego prezesem został Rafał Dutkiewicz. Liczyło ono wówczas ok. 350 członków zrzeszonych w 19 kołach.
Na wybory parlamentarne w 2011 Rafał Dutkiewicz powołał ogólnopolski ruch Unia Prezydentów – Obywatele do Senatu. Kandydaci ODŚ w liczbie 7 startowali w jego ramach z ramienia KWW Rafał Dutkiewicz – byli nimi Tadeusz Luty, Jerzy Makarczyk, Tomasz Misiak, Adam Myrda, Jarosław Obremski, Jerzy Zieliński i Patryk Wild. Do Senatu (jako jedyny kandydat związany z OdS) został wybrany Jarosław Obremski, który zasiadł w Kole Senatorów Niezależnych.
12 lutego 2014 ODŚ dołączył do koalicji rządzącej w sejmiku dolnośląskim (pozostawiając w opozycji jedynie PiS). Wicemarszałkiem województwa z ramienia ODŚ został dotychczasowy radny Wrocławia Jerzy Michalak.
Na wybory samorządowe w 2014 Rafał Dutkiewicz zawarł porozumienie z Platformą Obywatelską. W wyborach do sejmiku kandydaci z nim związani (w tym on sam) wystartowali z list PO, zaś w wyborach miejskich we Wrocławiu wspólny komitet przyjął nazwę „Rafał Dutkiewicz z Platformą” (uzyskując w radzie miasta większość mandatów). Rafał Dutkiewicz wygrał wybory na prezydenta Wrocławia w II turze. Startujący z poparciem PO (z własnego komitetu) Wojciech Murdzek przegrał natomiast w II turze wybory na prezydenta Świdnicy. W sejmiku z list PO (która zdobyła 16 miejsc) mandaty spośród przedstawicieli ODŚ uzyskali: Rafał Dutkiewicz (który nie objął go jednak, pozostając prezydentem Wrocławia), Janusz Marszałek, Jerzy Michalak, Marek Obrębalski, Ewa Rzewuska i Paweł Wróblewski. Działalność stowarzyszenia wówczas zamarła, jednak formalnie nie zostało rozwiązane. Jego aktywiści kontynuowali działalność pod innymi szyldami.
Część działaczy Obywatelskiego Dolnego Śląska, która sprzeciwiła się porozumieniu Rafała Dutkiewicza z PO, powołała na wybory w 2014 komitet Bezpartyjni Samorządowcy, który zdobył 4 mandaty w sejmiku województwa.
31 marca 2016 związani z Rafałem Dutkiewiczem radni ODŚ (Janusz Marszałek, Jerzy Michalak, Marek Obrębalski, Ewa Rzewuska i przewodniczący sejmiku Paweł Wróblewski) odeszli z klubu Platformy Obywatelskiej. Ponadto PO opuścili inni radni tej partii – Michał Bobowiec, wiceprzewodniczący sejmiku Julian Golak, Czesław Kręcichwost, Ryszard Lech i marszałek województwa Cezary Przybylski. Wraz z trójką radnych wybranych z list BS (Tymoteuszem Myrdą, Patrykiem Wildem i Ewą Zdrojewską), a także innym radnym niezrzeszonym Kazimierzem Janikiem (wybranym z listy SLD Lewica Razem), powołali oni klub Bezpartyjnych Samorządowców, który stał się największym klubem w sejmiku i w koalicji z Polskim Stronnictwem Ludowym przejął władzę w województwie, odsuwając od niej PO. Tymoteusz Myrda zastąpił przedstawiciela tej partii na stanowisku wicemarszałka województwa. Szefem klubu został Patryk Wild. Do klubu BS nie przystąpiła wybrana z ich listy Aldona Wiktorska-Święcka.
27 czerwca 2016 doszło do poszerzenia koalicji rządzącej województwem, do której dołączyły Platforma Obywatelska i Sojusz Lewicy Demokratycznej (znajdujące się od pewnego czasu we wspólnym klubie radnych z PSL). Z klubu BS odeszli następnie radni wybrani z list BS (odwołany z funkcji wicemarszałka województwa Tymoteusz Myrda, Patryk Wild i Ewa Zdrojewska), którzy stali się niezrzeszeni, a wkrótce utworzyli Klub Radnych Bezpartyjnych (w marcu 2017 środowisko to współtworzyło ogólnopolski Ruch Samorządowy „Bezpartyjni”).

### Dolnośląski Ruch Samorządowy
14 lipca 2016 dotychczasowy klub radnych Bezpartyjni Samorządowcy (liczący 11 członków) przyjął nazwę Dolnośląski Ruch Samorządowy, a jego szefem został Michał Bobowiec. Należący do klubu marszałek województwa Cezary Przybylski zapowiedział start DRS pod tym szyldem w wyborach samorządowych.
11 października tego samego roku działacze DRS powołali stowarzyszenie (o charakterze ponadpartyjnym), zarejestrowane 11 dni później. Jego przewodniczącym został Cezary Przybylski, wiceprzewodniczącymi Michał Bobowiec i Piotr Lech, sekretarzem Piotr Koszarek, a skarbnikiem Irena Krzyszkiewicz. W zarządzie zasiedli także Jakub Bronowicki, Dariusz Chmura, Rafał Gronicz i Roman Potocki. Przewodniczącym rady programowej DRS został Rafał Dutkiewicz (prezydent Wrocławia). Do stowarzyszenia przystąpili także m.in. Stanisław Huskowski (poseł UED, były prezydent Wrocławia), Piotr Kruczkowski (były prezydent Wałbrzycha), Rafael Rokaszewicz (prezydent Głogowa z SLD), Tomasz Smolarz (były poseł i były wojewoda dolnośląski z PO), Szymon Pacyniak (były wicemarszałek województwa oraz były starosta powiatu zgorzeleckiego) i Tadeusz Krzakowski (prezydent Legnicy z SLD). W styczniu 2017 do DRS należało ponad 120 członków, w tym liczni włodarze.
W październiku 2017 DRS ogłosił kandydaturę Jerzego Michalaka na prezydenta Wrocławia w wyborach w 2018. Nie uzyskała ona jednak poparcia Rafała Dutkiewicza.

#### Z Dutkiewiczem dla Dolnego Śląska
W czerwcu 2018 sejmikowy klub stowarzyszenia Dolnośląski Ruch Samorządowy, po poszerzeniu przez większość członków Klubu Radnych Bezpartyjnych, przekształcił się w klub Bezpartyjnych Samorządowców (poza klubem znaleźli się jednak Kazimierz Janik i Ryszard Lech). Został on największym klubem w sejmiku, a jego przewodniczącym został Czesław Kręcichwost. Działacze ci wystartowali w wyborach samorządowych pod szyldem BS, natomiast działacze DRS związani z Rafałem Dutkiewiczem powołali w sierpniu komitet Z Dutkiewiczem dla Dolnego Śląska (startujący do sejmiku dolnośląskiego), a także KWW Rafała Dutkiewicza – Sojusz dla Wrocławia (startujący do rady miejskiej Wrocławia). Na listach komitetu Z Dutkiewiczem dla Dolnego Śląska znaleźli się m.in. poseł Stanisław Huskowski z Unii Europejskich Demokratów, dotychczasowy radny sejmiku Ryszard Lech, były prezydent Wałbrzycha Piotr Kruczkowski, czy też byli wyczynowi sportowcy – bokser Maciej Zegan (były radny Wrocławia), siatkarz Mariusz Dutkiewicz i koszykarz Mirosław Łopatka. Sojusz dla Wrocławia poparł w wyborach na prezydenta miasta kandydata Koalicji Obywatelskiej Jacka Sutryka (który wygrał wybory w I turze). Na listach SdW oprócz osób bezpartyjnych znaleźli się działacze SLD i UED.
W wyborach do sejmiku komitet ZDdDŚ otrzymał 8,29% głosów (był to 4. wynik) i dwa mandaty, które uzyskali Stanisław Huskowski i Ryszard Lech. Zostali oni radnymi niezrzeszonymi i znaleźli się w opozycji wobec rządzącej koalicji PiS-BS. W wyborach do rady Wrocławia SdW zajął 3. miejsce, uzyskując 14,21% głosów i 7 mandatów. W radzie powołał 5-osobowy klub (dwoje radnych z jego list przystąpiło do klubu Nowoczesnej), współrządzący miastem. Trzech z pięciu radnych klubu było przedstawicielami SLD. W styczniu 2021 dotychczasowi radni tego klubu współtworzyli klub Forum Jacka Sutryka – Wrocław Wspólna Sprawa, wraz z radnymi PO i UP oraz byłymi radnymi PiS. Klub uzyskał samodzielną większość w radzie miasta.

### Nowa Nadzieja / Nowa PL
10 marca 2020 zarejestrowano stowarzyszenie Nowa Nadzieja, którego przewodniczącym został Tadeusz Grabarek (członek zarządu Nowoczesnej, do 2022 wiceprzewodniczący partii), a wiceprzewodniczącymi Piotr Lech (burmistrz Milicza), Leon Susmanek (członek zarządu Unii Europejskich Demokratów) i Piotr Uhle (przewodniczący klubu Nowoczesnej w radzie Wrocławia). W zarządzie zasiadł też m.in. były marszałek województwa Andrzej Łoś. Działalność ruchu zainaugurowano 26 września tego samego roku. Na jego czele stanął wówczas Rafał Dutkiewicz. Z formacją związali się też m.in. poseł Nowoczesnej Krzysztof Mieszkowski i radny sejmiku dolnośląskiego z listy ZDdDŚ, były poseł Stanisław Huskowski z UED (podobnie jak Rafał Dutkiewicz, będący byłym prezydentem Wrocławia). NN powołała zespoły eksperckie do spraw ochrony zdrowia i zmian klimatu. Po roku Tadeusz Grabarek ponownie został przewodniczącym stowarzyszenia, zastępując Rafała Dutkiewicza.
29 stycznia 2022 zdecydowano o powołaniu klubów radnych NN w sejmiku dolnośląskim oraz w radach miejskich Wrocławia i Świdnicy. Klub w sejmiku (będący w opozycji do rządzącej koalicji PiS-BiS) powstał w wyniku przemianowania klubu Nowoczesna Plus (składającego się z trojga radnych Nowoczesnej, Stanisława Huskowskiego z UED i Ryszarda Lecha).
W listopadzie 2022, w związku ze zmianą nazwy partii KORWiN na Nowa Nadzieja, stowarzyszenie zapowiedziało pozew do sądu o prawo do nazwy, zarzucając partii kradzież tożsamości. 12 kwietnia 2023 przyjęło jednak nową nazwę Nowa PL (to samo uczyniły też jego kluby radnych).
W wyborach samorządowych w 2024 działacze Nowej PL startowali z ramienia Koalicji Obywatelskiej bądź (należący do UED) Trzeciej Drogi. W sejmiku dolnośląskim mandaty uzyskały Magdalena Piasecka (która jako jedyna z radnych wojewódzkich stowarzyszenia uzyskała reelekcję) i Dorota Galant (będąca wcześniej radną Wrocławia). Obie jako przedstawicielki Nowoczesnej uzyskały mandaty z ramienia KO i zasiadły w jej klubie. Działalność stowarzyszenia zamarła.

## Zarząd ODŚ
Prezes:
- Rafał Dutkiewicz

Wiceprezesi:
- Patryk Wild
- Paweł Wróblewski
- Jerzy Zieliński

Sekretarz:
- Tymoteusz Myrda

Skarbnik:
- Andrzej Łoś

Pozostała członkini:
- Magdalena Sosna